# نبتون (أسطورة)

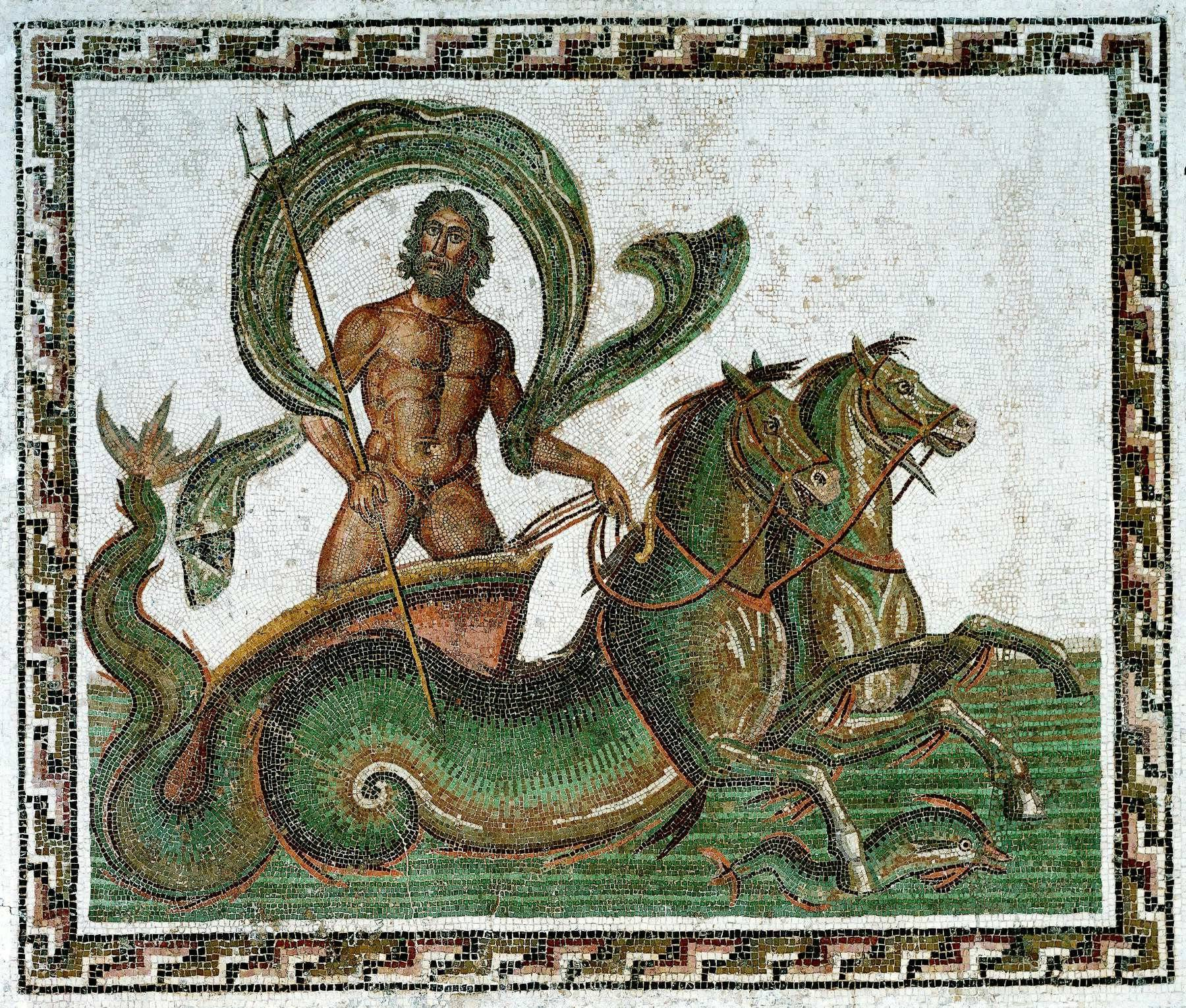
فسيفساء لنبتون في المتحف الأثري في سوسة في تونس

نِبتُون (باللاتينية: Neptūnus) هو إله الماء والبحر في الأساطير الرومانية وهو يقابل بوسيدون في الأساطير الإغريقية، نبتون هو شقيق يوبيتر وبلوتو، والإخوة الثلاثة هم المسؤولون عن الجنة والأرض والعالم السفلي وزوجة نبتون هي سالاقيا [الإنجليزية]. كانت صور نيبتون تملئ الفسيفساوات الرومانية وخصوصاً الموجودة في شمال إفريقيا.